# Quintana (metropolitana di Madrid)
Quintana è una stazione della linea 5 della metropolitana di Madrid.
Si trova sotto alla Calle de Alcalá, nell'incrocio con la Calle del Lago Constanza.

## Storia
La stazione fu inaugurata il 28 maggio 1964 in corrispondenza dell'ampliazione della linea 2 dalla stazione di Ventas a quella di Ciudad Lineal. Infatti questo nuovo tratto faceva parte della linea 2; solo il 2 marzo 1970 fu incorporato alla linea 5.

## Accessi
Vestibolo Hermanos Machado
- Hermanos Machado: Calle de Alcalá 306 (angolo con Calle de los Hermanos Machado)
- Argentina: Calle de Alcalá 333 (angolo con Calle de la Argentina)

Vestibolo Virgen del Sagrario aperto dalle 6:00 alle 21:40
- Ezequiel Solana: Calle de Alcalá 328 (angolo con Calle de Ezequiel Solana)
- Virgen del Sagrario: Calle de la Virgen del Sagrario 1 (angolo con Calle de Alcalá)

## Autobus

### Urbani
| Linea della EMT | Direzione               | Fermata:                                  |
| --------------- | ----------------------- | ----------------------------------------- |
| 38              | Las Rosas               | 2332: Alcalá (n. 320)-Virgen del Sagrario |
| 38              | Plaza de Manuel Becerra | 2333: Alcalá (n. 339)-Virgen del Sagrario |
| 113             | Méndez Álvaro           | 2333: Alcalá (n. 339)-Virgen del Sagrario |
| 113             | Pza. Ciudad Lineal      | 2332: Alcalá (n. 320)-Virgen del Sagrario |
| N5              | Colonia Fin de Semana   | 2332: Alcalá (n. 320)-Virgen del Sagrario |
| N5              | Plaza de Cibeles        | 2333: Alcalá (n. 339)-Virgen del Sagrario |
| N-L5            | Casa de Campo           | 2333: Alcalá (n. 339)-Virgen del Sagrario |
| N-L5            | Canillejas              | 2332: Alcalá (n. 320)-Virgen del Sagrario |